# Arrenurus cheboyganansis
Arrenurus cheboyganansis är en kvalsterart som beskrevs av Cook 1955. Arrenurus cheboyganansis ingår i släktet Arrenurus och familjen Arrenuridae. Inga underarter finns listade i Catalogue of Life.